# Yang Chun-han
Yang Chun-han (chinesisch 楊俊瀚, Amisisch Futing; * 1. Januar 1997 in Yuli) ist ein taiwanischer Leichtathlet, der sich auf den Sprint spezialisiert hat. Er ist aktueller Inhaber der Landesrekorde im 100- und 200-Meter-Lauf und wurde 2017 Asienmeister über 200 Meter.

## Sportliche Laufbahn
Erste internationale Erfahrungen sammelte Yang Chun-han bei den Jugendweltmeisterschaften 2013 in Donezk, bei denen er im 100-Meter-Lauf mit 11,17 s in der ersten Runde ausschied. Anschließend siegte er über 200 Meter bei den Jugendasienspielen in Nanjing und gewann über 100 Meter in 10,73 s die Bronzemedaille. Im Jahr darauf wurde er bei den Juniorenasienmeisterschaften in Taipeh Sechster über 100 Meter und Fünfter im 200-Meter-Lauf. Zudem gewann er mit der taiwanischen 4-mal-100-Meter-Staffel in 39,91 s die Bronzemedaille. Daraufhin nahm er über 200 Meter an den Olympischen Jugendspielen in Nanjing teil und gewann dort in 21,31 s die Bronzemedaille. Anfang Oktober erreichte er bei den Asienspielen im südkoreanischen Incheon das Halbfinale über 200 Meter und belegte mit der Staffel in 39,20 s den fünften Platz. 2015 gewann er bei den Asienmeisterschaften in Wuhan in 39,35 s die Bronzemedaille mit der Staffel, wurde in 20,96 s Fünfter über 200 Meter und schied über 100 Meter mit 10,48 s im Halbfinale aus. Anschließend nahm er erstmals an der Sommer-Universiade in Gwangju teil, wurde über 100 Meter disqualifiziert, erreichte über 200 Meter das Halbfinale und konnte seinen Vorlauf mit der Staffel nicht beenden.
2016 siegte er bei den Juniorenasienmeisterschaften in der Ho-Chi-Minh-Stadt in 20,73 s im 200-Meter-lauf und mit 39,75 s auch mit der Staffel. Somit qualifizierte er sich für die U20-Weltmeisterschaften im polnischen Bydgoszcz, bei denen er im Einzelbewerb in 20,81 s Fünfter wurde und mit der Staffel im Voraus ausschied. Im Jahr darauf gewann er bei den Asienmeisterschaften in Bhubaneswar Bronze über 100 Meter und Gold über 200 Meter. Zudem belegte er mit der Staffel den siebten Platz. Daraufhin nahm er erneut an den Studentenweltspielen in Taipeh teil und siegte dort über 100 Meter und gewann die Bronzemedaille mit der Staffel und belegte im 200-Meter-lauf in 21,07 s Rang sieben. 2018 nahm er erneut an den Asienspielen in Jakarta teil und gewann dort in 20,23 s die Silbermedaille im 200-Meter-Lauf hinter dem Japaner Yūki Koike. Zudem wurde er über 100 Meter Fünfter und mit der taiwanischen Stafette Vierter. Im Jahr darauf gewann er mit der Staffel in 39,18 s die Silbermedaille bei den Asienmeisterschaften in Doha hinter der Mannschaft aus Thailand und belegte in 10,28 s den fünften Platz über 100 Meter. Anschließend schied er bei den World Relays in Yokohama mit 38,89 s in der Vorrunde aus und auch bei den Weltmeisterschaften in Doha schied er über 200 Meter mit 20,80 s im Vorlauf aus. Zuvor erreichte er bei der Sommer-Universiade in Neapel über 200 Meter das Halbfinale und schied dort mit 23,37 s aus. 2021 qualifizierte er sich über die Weltrangliste über 100 Meter für die Olympischen Sommerspiele in Tokio und schied dort mit Saisonbestleistung von 10,21 s in der ersten Runde aus.
2023 belegte er bei den Asienmeisterschaften in Bangkok mit 48,96 s auf den achten Platz in der 4-mal-100-Meter-Staffel und belegte in 10,31 s den achten Platz über 100 Meter. Zudem gewann er über 200 Meter in 20,48 s die Silbermedaille hinter dem Japaner Towa Uzawa. Im August schied er bei den Weltmeisterschaften in Budapest mit 20,82 s in der ersten Runde aus und im Oktober gewann er bei den Asienspielen in Hangzhou in 20,74 s die Bronzemedaille hinter dem Japaner Koki Ueyama und Abdullah Abkar Mohammed aus Saudi-Arabien. Zudem schied er über 100 Meter mit 10,23 s im Halbfinale aus und belegte mit der Staffel in 39,28 s den sechsten Platz. Im Jahr darauf schied er bei den Olympischen Sommerspielen in Paris mit 20,73 s in der Hoffnungsrunde über 200 Meter aus.
Yang ist Student an der Taiwanischen Nationaluniversität für Sport. In den Jahren 2020 und 2022 wurde er taiwanischer Meister im 100-Meter-Lauf sowie 2022 auch über 200 Meter.

## Persönliche Bestzeiten
- 100 Meter: 10,11 s (+0,2 m/s), 15. Juni 2018 in Hiratsuka (taiwanischer Rekord)
  - 60 Meter (Halle): 6,72 s, 7. Februar 2019 in Winston-Salem
- 200 Meter: 20,23 s (+0,7 m/s), 29. August 2018 in Jakarta (taiwanischer Rekord)
  - 200 Meter (Halle): 21,66 s, 16. Februar 2019 in Winston-Salem (taiwanischer Rekord)